# Orsolobidae
Orsolobidae é uma família de aranhas com 6 olhos que inclui cerca de 180 espécies descritas, agrupadas em 29 géneros. Esta família foi constituída com géneros segregados a partir da família Dysderidae, sendo a essas espécies agregados alguns géneros que antes faziam parte da família Oonopidae.

## Distribuição
A maioria dos géneros são endémicos na Nova Zelândia e Austrália. Alguns géneros ocorrem no sul da África (Afrilobus, Azanialobus) e na América do Sul (Chileolobus, Mallecolobus, Orsolobus, Osornolobus, Falklandia, Losdolobus).

## Géneros
A família Orsolobidae inclui os seguintes géneros:
- Afrilobus Griswold & Platnick, 1987 (África)
- Anopsolobus Forster & Platnick, 1985 (Nova Zelândia))
- Ascuta Forster, 1956 (New Zealand)
- Australobus Forster & Platnick, 1985 (Australia)
- Azanialobus Griswold & Platnick, 1987 (South Africa)
- Bealeyia Forster & Platnick, 1985 (Nova Zelândia)
- Calculus Purcell, 1910 (África do Sul)[2]
- Chileolobus Forster & Platnick, 1985 (Chile)
- Cornifalx Hickman, 1979 (Tasmânia)
- Dugdalea Forster & Platnick, 1985 (Nova Zelândia)
- Duripelta Forster, 1956 (Nova Zelândia)
- Falklandia Forster & Platnick, 1985 (Ilhas Falkland)
- Hickmanolobus Forster & Platnick, 1985 (Tasmânia)
- Losdolobus Platnick & Brescovit, 1994 (Brasil)
- Mallecolobus Forster & Platnick, 1985 (Chile)
- Maoriata Forster & Platnick, 1985 (Nova Zelândia)
- Orongia Forster & Platnick, 1985 (Nova Zelândia)
- Orsolobus Simon, 1893 (Chile, Argentina)
- Osornolobus Forster & Platnick, 1985 (Chile)
- Paralobus Forster & Platnick, 1985 (Nova Zelândia)
- Pounamuella Forster & Platnick, 1985 (Nova Zelândia)
- Subantarctia Forster, 1955 (Nova Zelândia)
- Tangata Forster & Platnick, 1985 (Nova Zelândia)
- Tasmanoonops Hickman, 1930 (Austrália)
- Tautukua Forster & Platnick, 1985 (Nova Zelândia)
- Turretia Forster & Platnick, 1985 (Nova Zelândia)
- Waiporia Forster & Platnick, 1985 (Nova Zelândia)
- Waipoua Forster & Platnick, 1985 (Nova Zelândia)
- Wiltonia Forster & Platnick, 1985 (Nova Zelândia)